# Gilles Lebeau

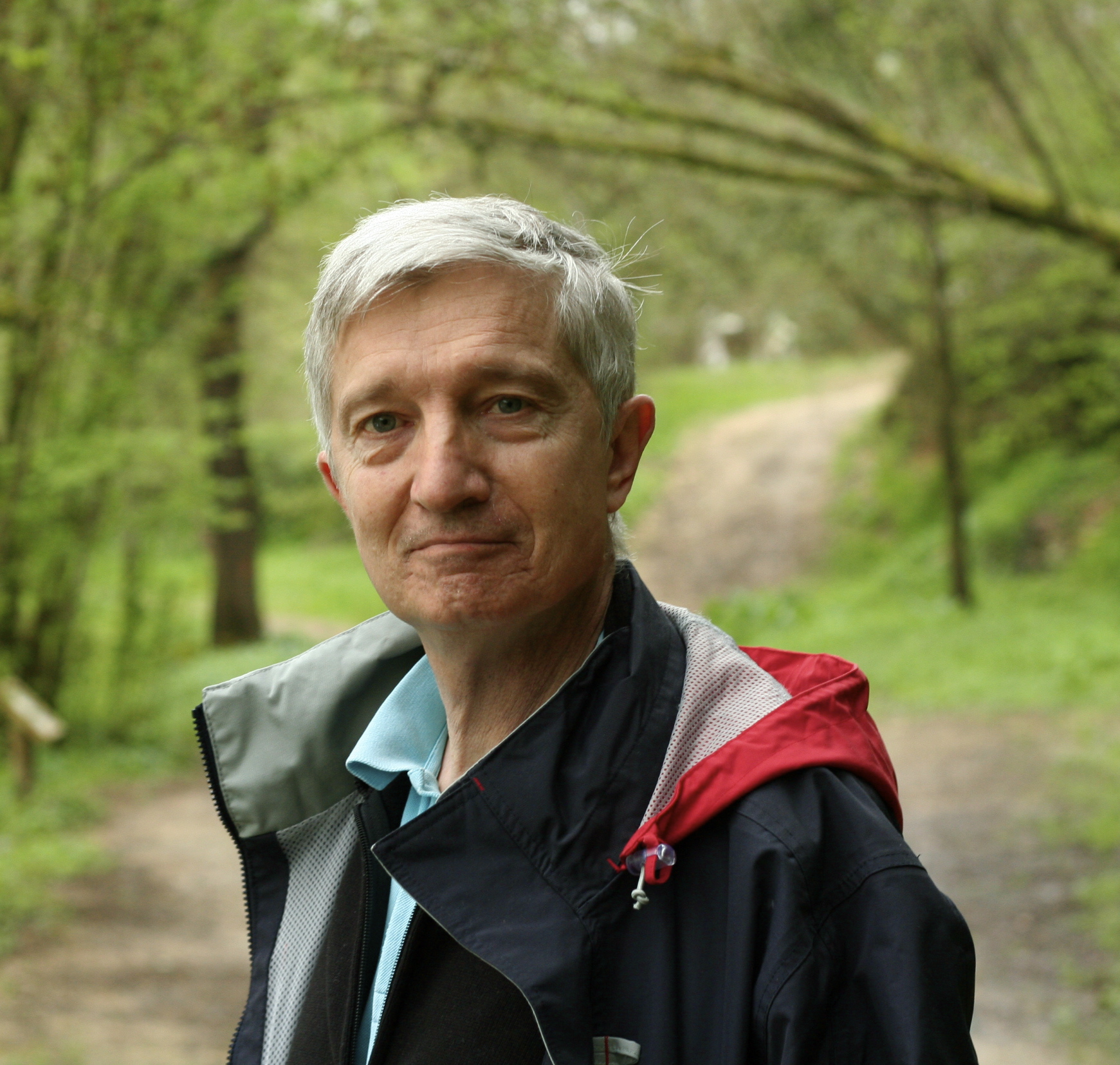
Gilles Lebeau 2009

Gilles René Pierre Yves Lebeau (* 17. November 1954) ist ein französischer Mathematiker.
Gilles Lebeau studierte 1974 bis 1978 an der École normale supérieure (Agrégation 1976), wo er 1978 (Thèse de troisième cycle) beziehungsweise 1983 (Thèse d’État) bei Louis Boutet de Monvel promoviert wurde. Ab 1978 war er beim CNRS als Attachée de Recherche tätig. 1985 wurde er Professor an der Universität Paris-Süd (wo er 1990 bis 1992 Dekan der mathematischen Fakultät war und 1994 bis 1998 dem Rat der Universität angehörte), 1997 an der École polytechnique und ab 2001 an der Universität Nizza (Sophia-Antipolis).
Lebeau befasst sich mit partiellen Differentialgleichungen, der Kontrolle linearer und nichtlinearer Schwingungen und Anwendungen in der mathematischen Physik. Er löste ein Problem von Joseph B. Keller und Wassili Michailowitsch Babitsch (* 1930, V. Babich) über die semiklassische Entwicklung in der Beugungstheorie und bewies, dass das Problem der Kelvin-Helmholtz-Instabilität in der Hydrodynamik schlecht gestellt ist (im mathematischen Sinn).
Seit 1997 ist er korrespondierendes und seit 2005 volles Mitglied der Académie des sciences, deren Prix Servant er 1992 und deren Prix Ampère er 2003 erhielt. 1992 bis 1997 war er Junior-Mitglied und seit 2003 ist er Senior-Mitglied des Institut universitaire de France. 1992 erhielt er die Silbermedaille der CNRS. 1990 war er Invited Speaker auf dem Internationalen Mathematikerkongress in Kyōto (Interactions des singularités faibles pour les èquations d´ondes semi-lineaires). 1980 erhielt er den Prix IBM France.
Zu seinen Doktoranden zählt Nicolas Burq.